# Hans-Jürgen Gerung

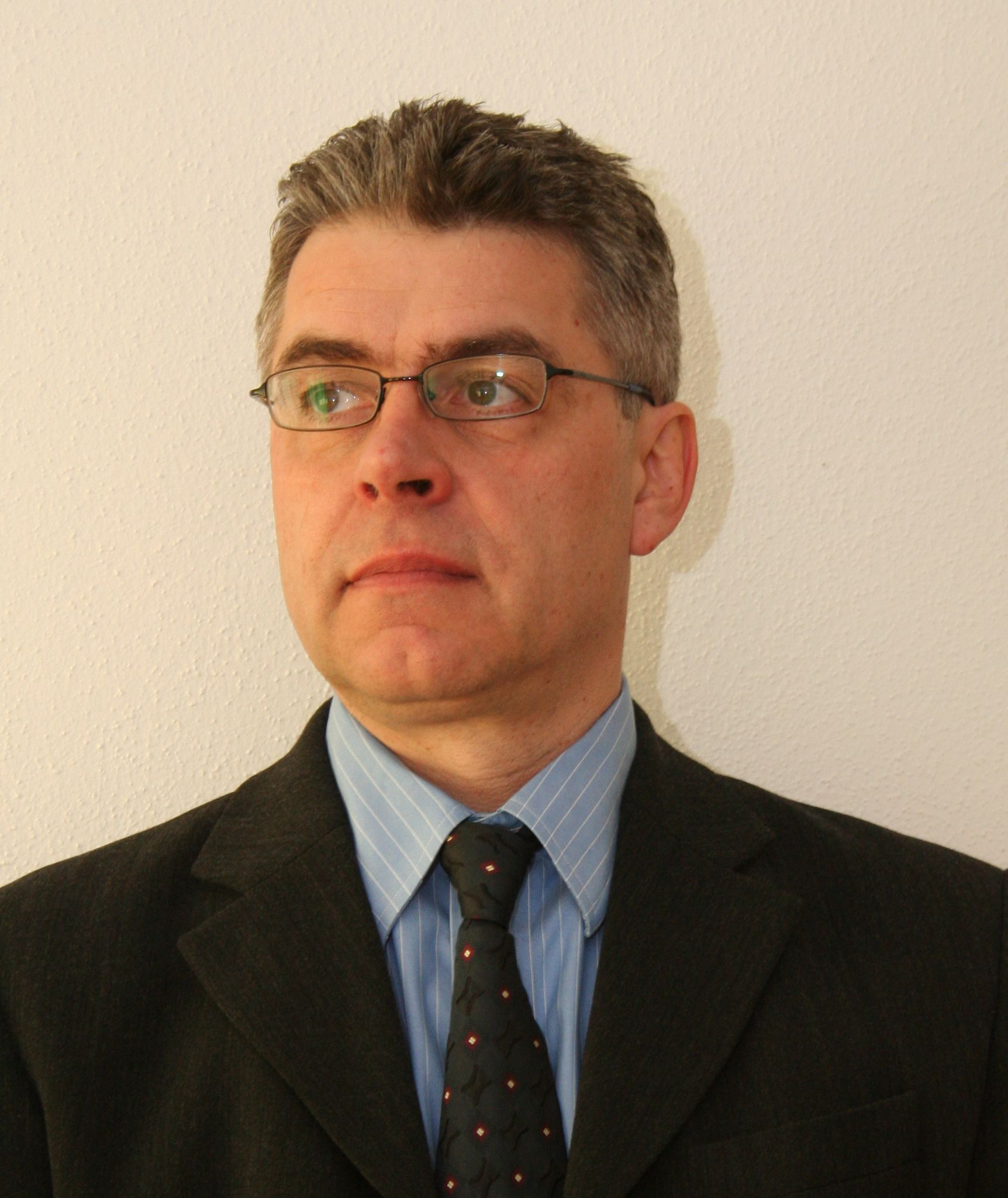
Hans-Jürgen Gerung

Hans-Jürgen Gerung (* 1960) ist ein deutscher Künstler und Komponist.

## Leben
Gerung studierte von 1983 bis 1984 Physik an der TU München, wechselte 1984 an das Leopold Mozart Konservatorium Augsburg und studierte Gitarre bei Franz Mayr-Musiol und Trompete bei Wolfgang Siegert. Nach dem Studienabschluss 1988 folgte eine längere Klausur, die ganz dem Studium der Bachschen Lautenmusik galt; Ziel war die Entwicklung eines geeigneten Gitarreninstruments zur getreuen Darstellung der Werke auf einem modernen Tonwerkzeug. Nach zahlreichen Versuchen entstand eine Gesamtausgabe von BWV 995-1000 / BWV 1006a für zehnsaitige Gitarre in einer neuartigen, im Bassregister quasi rückläufigen Stimmung (G–F–C–D–E–A–d–g–h–e‘), für die ihm das Johann-Sebastian-Bach-Institut-Göttingen seine Hochachtung aussprach.
In den Jahren 1994 bis 1998 folgten Studien zur Interpretation Neuer Musik bei Christoph Jäggin (Schweiz). Auf dessen Vermittlung wurde Gerung Kompositionsschüler von Hans Ulrich Lehmann.
1999 stellte er sich bei Sylvano Bussotti vor und blieb dessen Schüler bis 2005. Bussotti empfahl ihn u. a. Mary de Rachewiltz und Fabio Boccagni als Stipendiat von Tempo Reale di Merano auf die Brunnenburg von Meran. Gerung schrieb während seiner Brunnenburg-Zeit u. a. das micro teatro Orfeo für die Flötistin Luisa Sello, die Musik zum Skulpturenpark Faenza - al di fuori delle mappe der Bildhauerin Alessandra Bonoli für div. Sprecher und Gitarre, das Werk für Soloflöte und Sprecherensemble tre Haiku über Texte von Mary de Rachewiltz und den Zyklus für Vokalensemble, Sologitarre und Sprecherensemble amoremorte, der die Grundlage des gleichnamigen Films von Marco Agostinelli wurde. Außerdem verwendete Agostinelli in seinem Film Diario Novecento Filmmusiken aus Gerungs Werk La Commedia dell‘ arte.
Sylvano Bussotti schrieb im Sommer 1999 für Gerung das Werk Ermafrodito für Gitarre solo und noch im selben Jahr kam es im Rahmen einer Konferenz am Conservatorio Luigi Cherubini in Florenz zu einer Vorabpräsentation. 2002 choreographierte Luca Veggetti die Partitur und zusammen mit dem Balletto Teatro di Torino erfolgte am 10. Mai die Uraufführung am Teatro Carignano in Turin.
Eine internationale Konzerttätigkeit führte u. a. zur Zusammenarbeit mit Künstlern wie Arturo Tamayo und dem Orchestre Philharmonique du Luxembourg, mit den Sängern Sarah Leonhard, Ian Caley und Daniel Gloger, mit dem ensemble cantissimo unter  Markus Utz, dem Schola Romana Ensemble und dem Stadler Quartett. Uraufführungen seiner Werke waren u. a. bei der Contemporanea di Udine oder dem ECLAT-Festival Stuttgart zu hören.
Im Bestreben, Einzeldisziplinen wie Malerei, Grafik, bildnerisches Schaffen, Tanz und Literatur in neuen Werken zusammenzuführen, arbeitet Gerung als freier Komponist international mit jungen Künstlern zusammen. 
2006 gründete Gerung das internationale Festival Forum für Neue Musik Oberstdorf. Die Vermittlung zeitgenössischer Kammermusikwerke an Schüler ist Hauptanliegen dieser jährlich im Juni/Juli stattfindenden Reihe. 
Gerung lebt mit seiner Familie in der Gemeinde Rettenberg im Allgäu.

## Auszeichnungen
1996 - Verleihung der Medaglia celebrativa della città di Palermo durch Leoluca Orlando.

## Werke (Auswahl)

### Werke für Blasinstrumente
- 1997: Musik für einen Klarinettisten für Klarinette in B
- 1997: Musik für Flöte und Gitarre für Querflöte in C und Gitarre
- 2003: Tre Haiku für div. Sprecher und Querflöte in G

### Vokalwerke/Gesang/Sprachkunst
- 1999: Gesualdo für 5-stimmiges Vokalensemble (S1/S2/Altus/B1/B2), Bariton solo, Sprecherensemble, 10-saitige Gitarre und Liuto forte in e
- 1999–2004: Al di fuori delle mappe aus dem Tagebuch der Alessandra Bonoli
  - 1999: Eremita für 8-stimmigen Chor (2S/2A/2T/2B), Sprecher(in) & 10-saitige Gitarre
  - 2000: Resurrezione für zwei 4-stimmige Vokalensembles (je: 1S/1A/1T/1B)
- 2001: Non fare il minimo rumore für Altus & Streichquartett
- 2001–2002: Klangraum Villa Jauss für diverse Sprecher, Cembalo, Sopran, Tenor, Drumset, zehnsaitige Gitarre, liuto forte in e & Audio-Zuspielungen
- 2002: Der Sonnengesang für zwei gemischte Kinder- bzw. Jugendchöre, 4 Sopranistinnen sowie Schlitztrommel (bzw. Xylophon)
- 2001–2011: Für die Opfer vom 11. September
  - Teil 1: RITUS - Missa da Requiem (2001–2003) für 5-stimmiges Vokalensemble (S1/S2/Altus/T/B), Holzbläsertrio (Ob./Klar.in B/Fag.), Knabenchor, Sprecherin, Sprecher, Sound-Samplings & Lichtinstallation
  - Teil 2: Refugium Peccatorum (2003–2011) für Altus, Querflöte in G, Bassklarinette in B; Violine & Klavier
- 2005–2012: Palermo – musica & grafiche für Altus & Renaissance-Laute / Gitarre

### Werke für Streicher
- 1997: 88-97 - Interieur für zwei Violinen für Vl. I / Vl. II; Hans Ulrich Lehmann zum 60. Geburtstag
- 2001: Tombeau für Heinz Schubert - Interieur II für Streichquartett.

### Werke für Gitarre und Laute
- 1993/2002 La Commedia dell’arte für sechssaitige oder zehnsaitige Gitarre
- 1998: Musik für den liuto forte für liuto forte in e und d
- 1999: Sechs Ballettmusiken Besetzung: diverse Gitarren & liuto forte in e
  1. Die alte Frau
  2. Das Gewölbe
  3. Das Bachdetail
  4. Der Keller
  5. Der Baum
  6. Der Pfarrer
- 2012: Lichtpunkte für Gitarre solo

### Werke für Akkordeon
- 2013: Höfische Gesellschaft für Akkordeon

### Sammelbände
- 2012: Das Glas Partiturbuch zur Performance 2012 bei Glas Trösch, diverse Instrumental- und Vokalwerke

### Interdisziplinäre Arbeiten
- Skulpturenpark mit Alessandra Bonoli: stringiamo pugni e denti: musica, sculptures  poetries and  music
- amoremorte Gesualdo mit Marco Agostinelli und dem ensemble cantissimo unter Markus Utz[1]
- Musiken aus La Commedia dell’arte im Agostinelli Film Diario Novecento[1]
- Poesia di Mary de Rachewiltz in Tre Haiku für Querflöte & Sprecherensemble
- Rezitationen von Mary de Rachewiltz und Hans-Jürgen Gerung in amoremorte Gesualdo
- India-Europe[2]
- Tanz-Klangraum Villa Jauss mit Iris-Anna Deckert, Jörg Keinert und Markus Utz, Komposition – Bewegungschoreografie, Audioinstallation, Malerei und Grafik[3]
- Ermafrodito mit dem Teatro Balletto di Torino, Luca Veggetti und Loredana Furno[4]
- Zeitreise mit Glas – Komposition; Audio- und Videoinstallationen, Grafik, Malerei und Liveperformance[5]

## Bearbeitungen
- Johann Sebastian Bach: Sämtliche Werke für Laute, eingerichtet für zehnsaitige Gitarre
- Partita N° 2, BWV 1004 aus den: Sei solo a Violino senza Basso accompagnato eingerichtet für zehnsaitige Gitarre

## Veröffentlichungen
- SUD - revista europea periodico di cultura arte e letteratura N° 12 – 2008.
- Tempo Reale. Annuario 2000, Merano 2001
  - Hans-Jürgen Gerung - amoremorte Gesualdo
- nuova meta - rivista di critica e teoria delle arti diretta da Claudio Cerritelli (anno XIV Nr. 12/13), Florenz[8]
- il grandevetro - bimestrale di politica e cultura anno XXVI – N° 166 Maggio – Giugno 2003.